# Trends in Neurosciences
Trends in Neurosciences (abrégé en Trends Neurosci.) est une revue scientifique à comité de lecture qui publie des articles de revue spécialisés dans tous les aspects de la recherche concernant la neuroscience.
D'après le Journal Citation Reports, le facteur d'impact de ce journal était de 12,794 en 2009. Actuellement, la direction de publication est assurée par Rachel Jurd.